# 奥村土牛
奥村 土牛（おくむら とぎゅう、1889年〈明治22年〉2月18日 - 1990年〈平成2年〉9月25日）は現代日本の代表的な日本画家の一人。本名：奥村 義三（おくむら よしぞう）。号である「土牛」は、出版社を営んでいた父が寒山詩の一節「土牛石田を耕す」から引用してつけられた。院展理事長。芸術院会員。文化勲章受章。梶田半古、小林古径に師事。
刷毛で胡粉などを100回とも200回ともいわれる塗り重ねをし、非常に微妙な色加減に成功した作品が特徴とされる。＜富士山図＞（または「富士」）が著名で、皇居にも飾られている。
没後に、作品に課せられた巨額の相続税（没時がバブル期だったので高額になった）に悩んだ子息・奥村勝之（四男で写真家）が、比較的価値の低かったスケッチを焼却処分したことを、著書で告白し話題になった。このことは美術工芸品の相続税制の問題を世に問うことになった。

## 年譜
- 1889年 東京府東京市京橋区南鞘町[1]（現・東京都中央区京橋一丁目）に生まれる
- 1900年 城東尋常小学校卒業
- 1905年 梶田半古の門を叩き、当時塾頭であった小林古径に日本画を師事
- 1907年 東京勧業博覧会に『敦盛』が入選
- 1920年 この年より約2年間、古径の画室で指導を受ける
- 1923年 中央美術社第5回展『家』にて中央美術賞受賞
- 1926年 この頃速水御舟に出会う
- 1927年 再興第14回院展『胡瓜畑』が初入選する
- 1929年 再興第16回院展で『蓮池』により日本美術院院友に推挙される
- 1932年 日本美術院同人
- 1935年 帝国美術学校（現・武蔵野美術大学）日本画科教授に就任
- 1936年 第1回帝国美術展『鴨』で推奨（従前の特選）第1位を獲得する[6]
- 1944年 東京美術学校（現・東京芸術大学）講師
- 1945年 空襲で家が焼け、長野県南佐久郡穂積村へ疎開
- 1947年 帝国芸術院会員
- 1951年 帰京
- 1958年 宮殿（皇居）に装飾用絵画を納める。御紋付き木杯を賜る[7]。
- 1959年 日本美術院理事
- 1962年 文化勲章受章
- 1978年 日本美術院理事長に任命
- 1980年 東京都名誉都民
- 1990年 没、享年101。

## 代表的な作品
- 『鳴門』（1959年 再興第44回院展　紙本・彩色・額（1面）　128.5×160.5cm）[8]。
- 『鹿』（1968年 再興第53回院展　紙本・彩色・額（1面）　114.7×145.0cm）
- 『醍醐』（1972年 再興第57回院展　紙本・彩色・額（1面）　135.5×115.8cm）
- 『閑日』（1974年 再興第59回院展　紙本・彩色・額（1面）　73.0×100.0cm）
- 『吉野』（1977年 再興第62回院展　紙本・彩色・額（1面）　108.6×184.4cm）
- 『富士宮の富士』（1982年 再興第67回院展　紙本・彩色・額（1面）　76.1×115.1cm）
- 『蠣』（1984年再興第69回院展 紙本・彩色・額（1面）　102.0×131.0cm）
- 『寅』（1985年 紙本・墨画淡彩・額（1面）　16.2×49.5cm）　など。

## 著書・作品集
- スケッチ集『スケッチそのをりをり』 朝陽舎書店 1917
- 奥村土牛自撰画集 日本美術新報社 1957（日本画自撰画集）
- 土牛插画 中央公論美術出版 1971
- 自伝『牛のあゆみ』（1974年）日本経済新聞社、中公文庫 1988
- 徳岡神泉・奥村土牛 現代日本の美術 4 座右宝刊行会編 集英社 1975
- 現代日本画家素描集 8 奥村土牛 わが身辺抄　日本放送出版協会 1978
- 舞妓 奥村土牛素描集 日本経済新聞社 1980
- 土牛素描 エディション・ミツムラ 1981
- 土牛素描 中央公論美術出版 1987
- 土牛素描 日本放送出版協会 1990
- 奥村土牛 日本経済新聞社 1991（日経ポケット・ギャラリー）
- 現代の日本画 2 奥村土牛 学習研究社 1991
- 白光 奥村土牛書画集 中央公論社 1991
- 現代日本素描全集 2 奥村土牛 ぎょうせい 1992
- 絵皿の響き 奥村土牛俳句と素描 奥村明美 マガジンハウス 1993

## 主な作品収蔵先

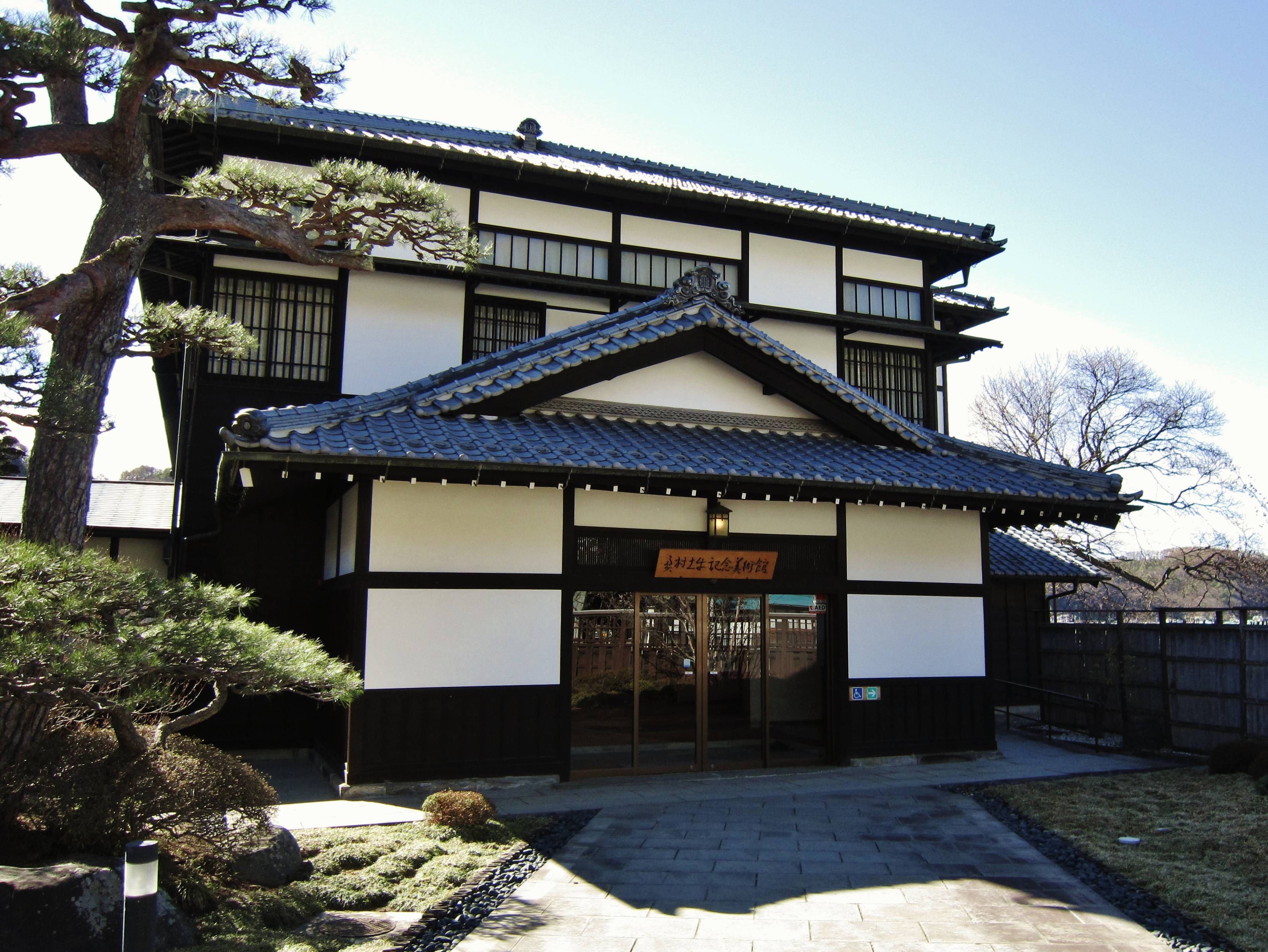
奥村土牛記念美術館。もとは戦後疎開していた黒澤家（第十九国立銀行ほか）の迎賓館。

- 奥村土牛記念美術館（長野県南佐久郡佐久穂町）
- 山種美術館

## その他

### ドキュメンタリー
- NHK特集「百歳の富士 奥村土牛」（1989年1月23日、NHK）、朗読ナレーター三國連太郎[9]